# Ministerio de Estrategia Económica (Israel)
El Ministerio de Estrategia Económica (en hebreo: המשרד לאסטרטגיה כלכלית, transliteración: HaMisrad LeAstrategia Kalkalit) fue un ministerio en el gabinete israelí. El puesto fue creado tras la formación de un nuevo gobierno en marzo de 2009, y estuvo a cargo del primer ministro Benjamín Netanyahu hasta su desaparición en 2013.
Entre el 5 de abril de 1981 y el 16 de septiembre de 1984, existió una cartera similar, llamada Ministerio de Economía y Coordinación Interministerial. Resurgió el 16 de septiembre de 1986 como Ministerio de Economía y Planificación, antes de ser disuelto de nuevo en noviembre de 1995.

## Lista de ministros
| N.º                                                                | Nombre                                                             | Partido                                                            | Duración del mandato                                               | Duración del mandato                                               |                                                                    |
| Ministerio de Economía y Coordinación Interministerial (1981–1984) | Ministerio de Economía y Coordinación Interministerial (1981–1984) | Ministerio de Economía y Coordinación Interministerial (1981–1984) | Ministerio de Economía y Coordinación Interministerial (1981–1984) | Ministerio de Economía y Coordinación Interministerial (1981–1984) | Ministerio de Economía y Coordinación Interministerial (1981–1984) |
| ------------------------------------------------------------------ | ------------------------------------------------------------------ | ------------------------------------------------------------------ | ------------------------------------------------------------------ | ------------------------------------------------------------------ | ------------------------------------------------------------------ |
| 1                                                                  | Ya'akov Meridor                                                    | Likud                                                              | 5 de agosto de 1981                                                | 13 de septiembre de 1984                                           |                                                                    |
| 2                                                                  | Gad Yaacobi                                                        | Alineamiento (Laborista)                                           | 13 de septiembre de 1984                                           | 16 de septiembre de 1984                                           |                                                                    |
| Ministerio abolido en 1984.                                        |                                                                    |                                                                    |                                                                    |                                                                    |                                                                    |
| Ministerio de Economía y Planificación (1986–1995)                 |                                                                    |                                                                    |                                                                    |                                                                    |                                                                    |
| (2)                                                                | Gad Yaacobi                                                        | Alineamiento (Laborista)                                           | 16 de septiembre de 1986                                           | 22 de diciembre de 1988                                            |                                                                    |
| 3                                                                  | Yitzhak Moda'i                                                     | Likud                                                              | 22 de diciembre de 1988                                            | 11 de junio de 1990                                                |                                                                    |
| 4                                                                  | David Magen                                                        | Likud                                                              | 11 de junio de 1990                                                | 13 de julio de 1992                                                |                                                                    |
| (4)                                                                | Shimon Sheetrit                                                    | Laborista                                                          | 13 de julio de 1992                                                | 18 de julio de 1995                                                |                                                                    |
| 5                                                                  | Yossi Beilin                                                       | Laborista                                                          | 18 de julio de 1995                                                | 22 de noviembre de 1995                                            |                                                                    |
| Ministerio abolido en 1995.                                        |                                                                    |                                                                    |                                                                    |                                                                    |                                                                    |
| Ministerio de Estrategia Económica (2009–2013)                     |                                                                    |                                                                    |                                                                    |                                                                    |                                                                    |
| 6                                                                  | Benjamín Netanyahu (como primer ministro)                          | Likud                                                              | 31 de marzo de 2009                                                | 18 de marzo de 2013                                                |                                                                    |